# 아니파흐 아만

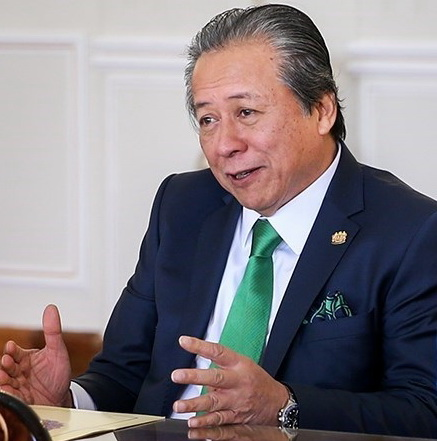

아니파흐 아만(말레이어: Anifah Aman)은 말레이시아의 정치인으로 현재 말레이시아의 외무부 장관이다. 현재 집권당인 국민전선(BN) 내 통일말레이국민조직(UMNO) 소속이며 사바주 키마니스 지역 국회의원이다. 1999년부터 2008년까지 차관을 연임했다.